# آگوست لندمسر

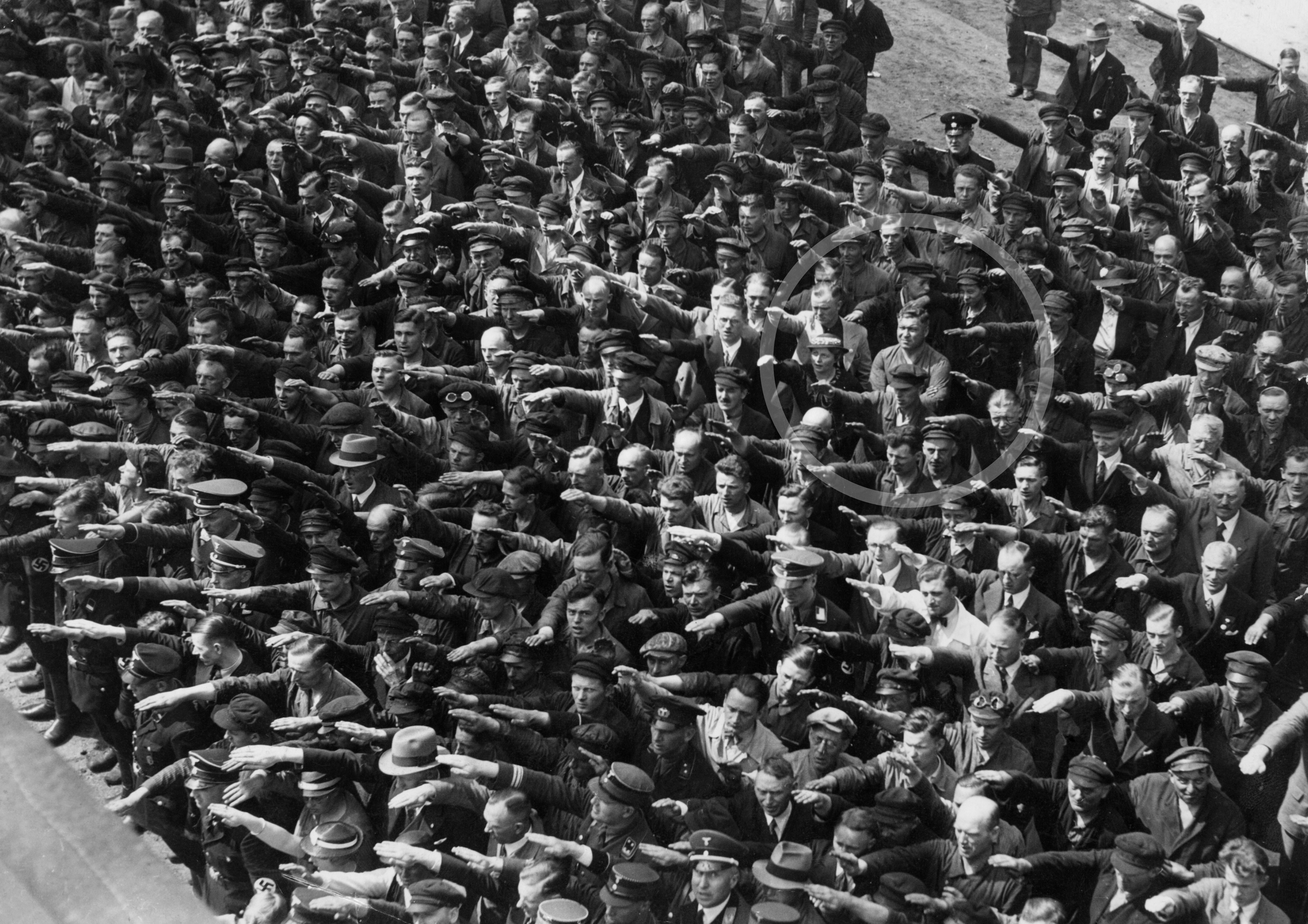

آگوست لندمسر (تولد: ۲۴ می ۱۹۱۰، مرگ: احتمالاً کشته‌شده در فوریه ۱۹۴۴) کارگر شرکت کشتی‌سازی بلوم + ووس در هامبورگ آلمان بود. وی به دلیل حضور در عکسی که در آن از اجرای سلام نازی خودداری می‌کند بسیار شناخته شده است. این عکس در ۱۳ ژوئن ۱۹۳۶ در هنگام برگزاری مانور نظامی هورست وسل گرفته‌شده‌است.

وی به مدت ۵ سال بین سال های ۱۹۳۵ – ۱۹۳۱ در عضویت حزب نازی بود، اما پس از تولد فرزندانش از همسر یهودی‌اش بر اساس قوانین نژادی نازی به جرم «خیانت به نژاد آریایی» محکوم و به عنوان عنصر ضد رژیم هیتلر شناخته‌شد.

آگوست لندمسر در سال ۱۹۳۵ با زنی یهودی تبار به نام ایرما اکلر( متولد ۱۹۱۳) نامزد کرده بود. ایرما در سال ۱۹۳۸ توسط گشتاپو بازداشت و به زندان فولسبازل منتقل شد و دو فرزند این دو به نام‌های اینگرید و ایرنه از هم جدا شدند. اینگرید این شانس را داشت که همراه مادربزرگ خود زندگی کند، اما ایرنه ابتدا به پرورشگاه و سپس به والدین جایگزین سپرده‌شد. پدر این کودکان، آگوست لندمسر، در ۱۹ ژانویه ۱۹۴۱ مورد بخشش قرار گرفت و از زندان آزاد شد. لندمسر به عنوان سرکارگر در شرکت وست که شرکتی بلغاری بود و شاخه‌ای نیز در کارخانه‌ی هنکل-ورکه در "وارنموند" داشت، مشغول به کار شد. در فوریه ۱۹۴۴ به گردان کیفری– واحد ۹۹۹ آفریقا- فراخوانده و پس از آن به عنوان مفقود جنگی در عملیات معرفی شد. گمان می‌رود او در همین عملیات به قتل رسیده‌باشد.